# Revel in Flesh
Revel in Flesh ist eine Baden-Württembergische Death-Metal-Band aus Schwäbisch Gmünd, die im Jahr 2011 gegründet wurde.

## Geschichte
Die Band wurde im Herbst 2011 gegründet, da Ralf „Haubersson“ Haubers Band Immortal Rites kurz davor war sich aufzulösen. Die eigentliche Auflösung dieser Band vollzog sich im Januar 2012. Im Herbst/frühen Winter 2011/2012 wurde das Debütalbum Deathevokation in Marcus „Maggesson“ Köchls Vault M. Studio aufgenommen. Das Liedmaterial hierfür war bereits im Zeitraum von 2007 bis 2011 geschrieben worden. Gemastert wurde das Album von Dan Swanö im Unisound Studio im Januar 2012. Veröffentlicht wurde das Album im Frühling desselben Jahres. Das Album war bei dem Label FDA Rekotz erschienen. Die Band hatte den Vertrag durch Hauber, der durch sein Fanzine Mystical Music in Kontakt mit dem Labelgründer Rico Unglaube stand, erreicht. Den Kontakt mit Dan Swanö hatte Hauber durch Rogga Johansson von Paganizer ca. 2005/2006 erreicht. Swanö hatte zudem bereits zuvor die letzte Veröffentlichung von Immortal Rites gemastert. Zum Zeitpunkt der Veröffentlichung bestand die Gruppe aus Marcus „Maggesson“ Köchl, von Apophis, und Ralf „Haubersson“ Hauber. Um auch live spielen zu können, kamen nach der Albumveröffentlichung der Schlagzeuger Tim „Vøgtsson“ Byron, der Gitarrist Fabian „Herrmannsgard“ Herrmann und der Bassist Sebastian „Gøtzborg“ Götz zur Besetzung. Ihren ersten Auftritt hielt die Band zusammen mit Paganizer und Goregast ab. Zwei Auftritte später spielte die Gruppe auf dem Party.San. 2013 folgte das zweite Album Manifested Darkness, das, wie bereits der Vorgänger, bei FDA Rekotz erschien. Abgemischt wurde der Tonträger von Dan Swanö. Im selben Jahr spielte die Band unter anderem auf dem Summer Breeze. Nachdem die Gruppe im September 2014 zu Cyclone Empire gewechselt war, wurde hierüber das dritte Album Death Kult Legions im Dezember veröffentlicht. Zuvor wurden bei dem Label bereits zwei Split-Veröffentlichungen herausgebracht. Bei dem dritten Album war Swanö erneut in der Produktion tätig. Im Jahr 2015 hatten sie einen erneuten Auftritt auf dem Summer Breeze Open Air.
Am 18. Juni 2024 verkündete Ralf Hauber über Social Media, dass die bisherigen Bandmitglieder ausgestiegen sind und die Band bis auf weiteres ruhe. Alle geplanten Auftritte wurden abgesagt.

## Stil
Thomas Meyer von voicesfromthedarkside.de fand, dass die Band schwedischen Death Metal spielt. Im Interview mit Meyer gab Hauber an, dass die Mitglieder durch Bands wie Gorefest, Entombed, Dismember, frühe Malevolent Creation, Autopsy und Asphyx beeinflusst wurden.
Laut Sebastian Schilling vom Rock Hard erinnert Death Kult Legions nur noch oberflächlich an schwedischen Death Metal. Stattdessen bediene man sich nun aus allen europäischen Ländern. In Liedern wie Frozen Majesty sei zudem ein Einfluss aus dem Doom Metal hörbar. Im Interview mit Schilling gab Hauber an, dass die Band im Studio zwar Keyboards einsetzt, jedoch live auf diese verzichte. Die Lieder würden zum Großteil von Köchl geschrieben werden. Eine Ausgabe zuvor hatte Patrick Schmidt das Album rezensiert und die Musik als Old-School-Death-Metal beschrieben. Auf dem Album gebe es eine Mischung aus schwedischem Death Metal und Bolt-Thrower-Riffs.
Marcel Rudoletzky vom Metal Hammer gab in seiner Rezension zu Deathevokation an, dass die Band hierauf klassischen schwedischen Death Metal wiederbelebt, wie es auch Entrails, Black Breath und Lifeless täten. Die E-Gitarren seien tiefer gestimmt worden und man variiere gelegentlich in der Geschwindigkeit. Thomas Strater vom selben Magazin rezensierte drei Jahre später das Album Death Kult Legions. Auf dem Tonträger spiele die Gruppe „brutalen, knüppelnden, mal geradeaus vorwärts treibenden, mal rollenden und walzenden Death Metal alter Schule“ mit tiefen Death-Metal-Growls. In Liedern wie When Glory Turns to Ruin sei ein Einfluss von Bolt Thrower hörbar.

Revel in Flesh, Live @  München 2016
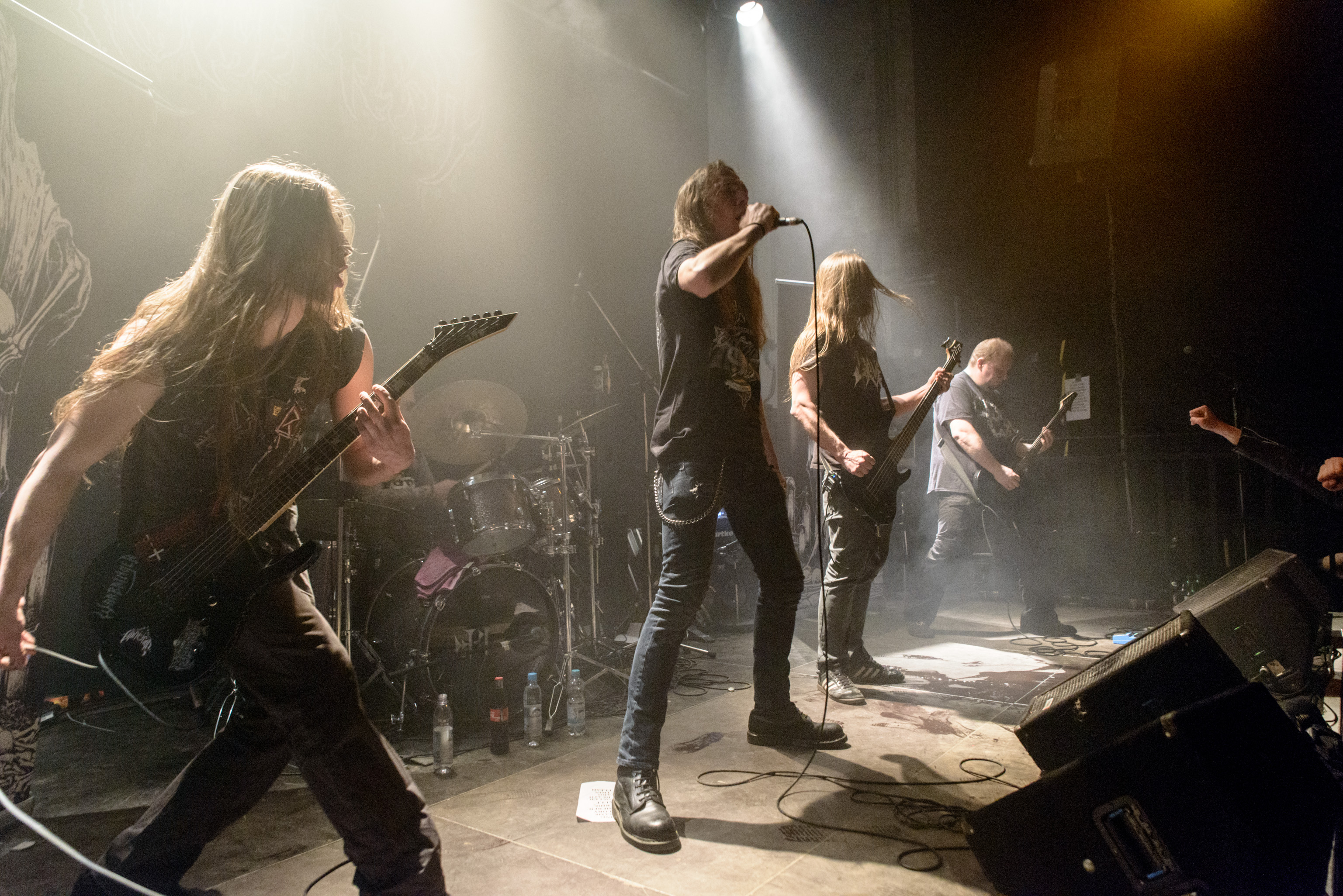
Band gesamt
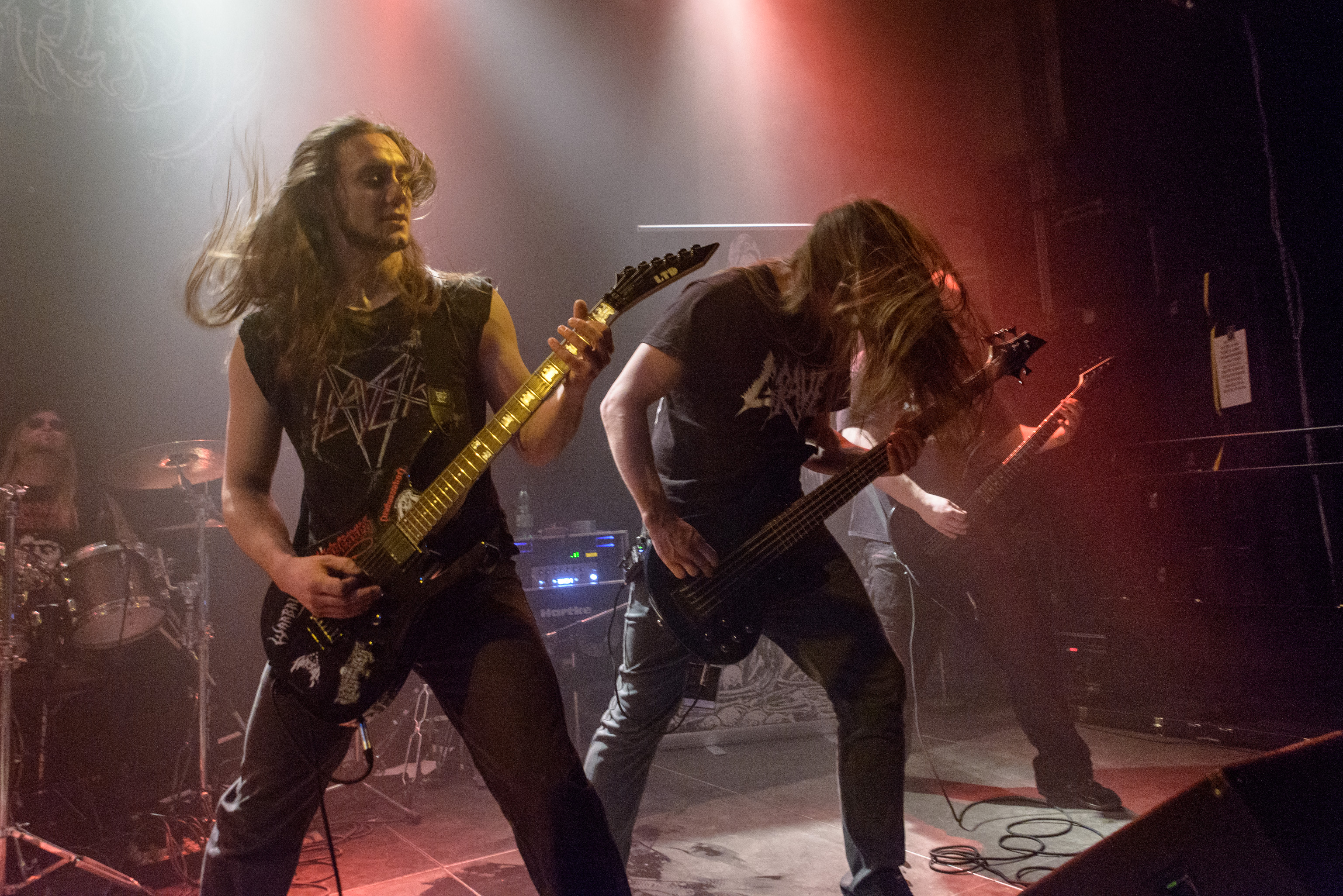
Fabian „Herrmannsgard“ Herrmann (links)
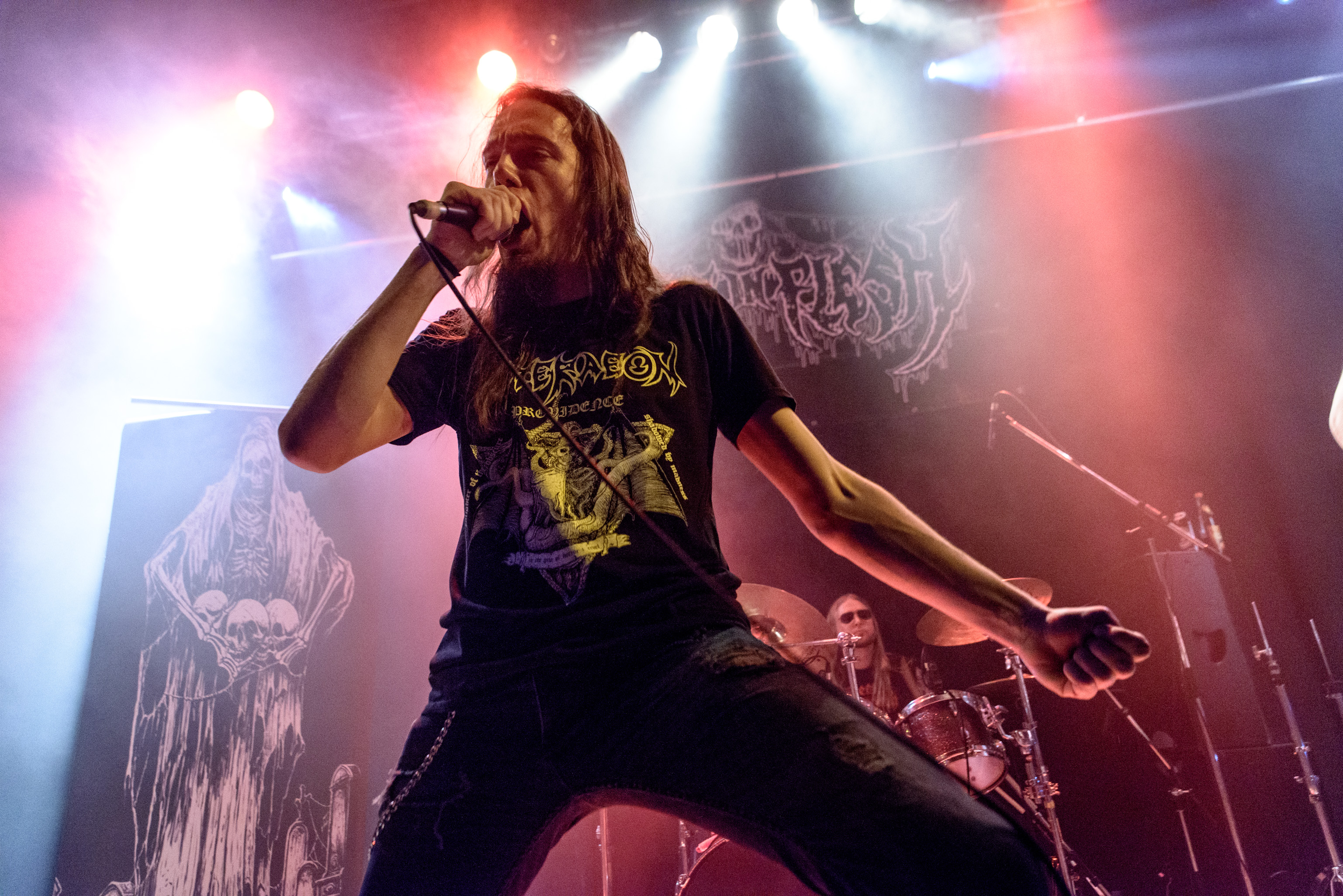
Ralf „Haubersson“ Hauber
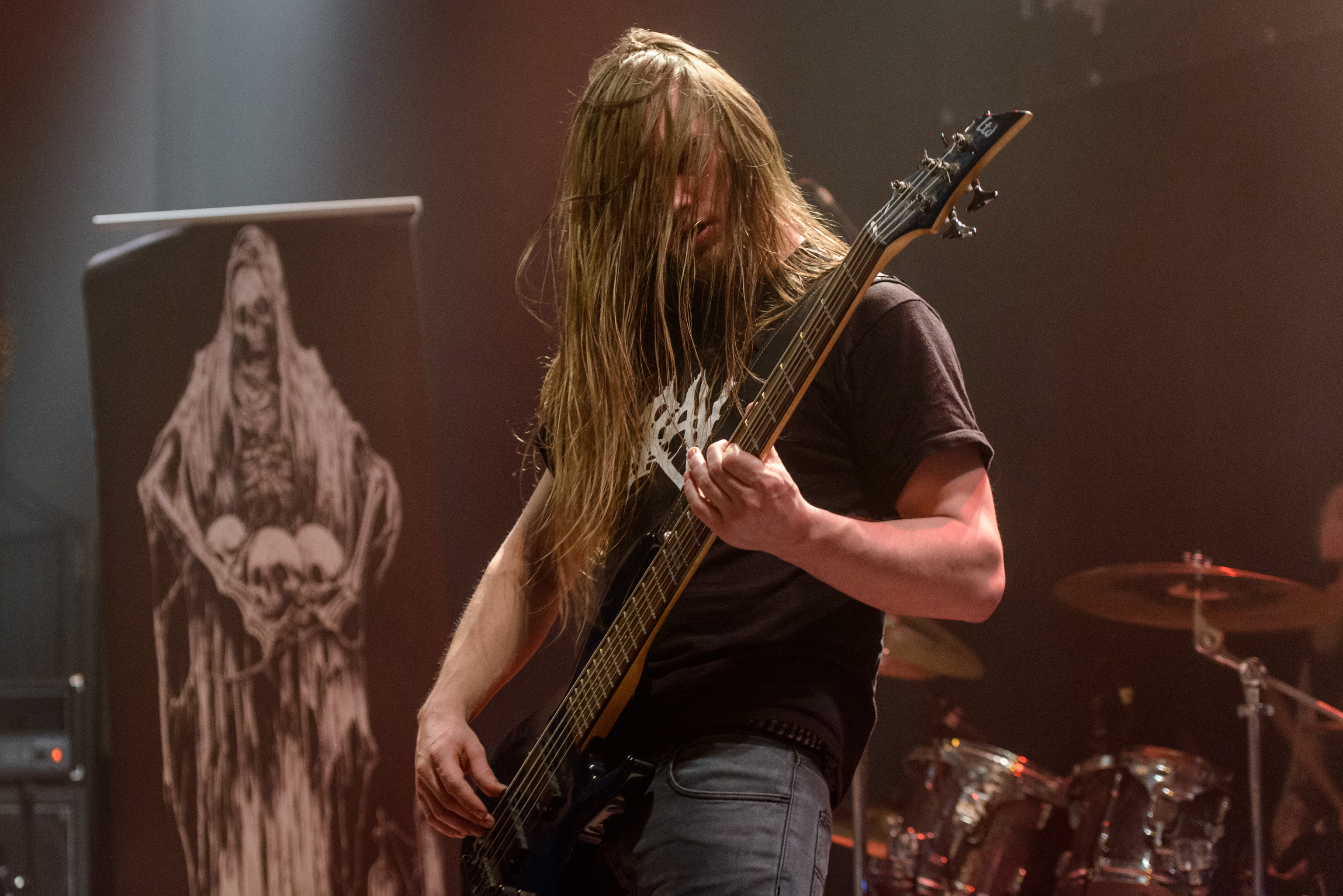
Sebastian „Gøtzborg“ Götz
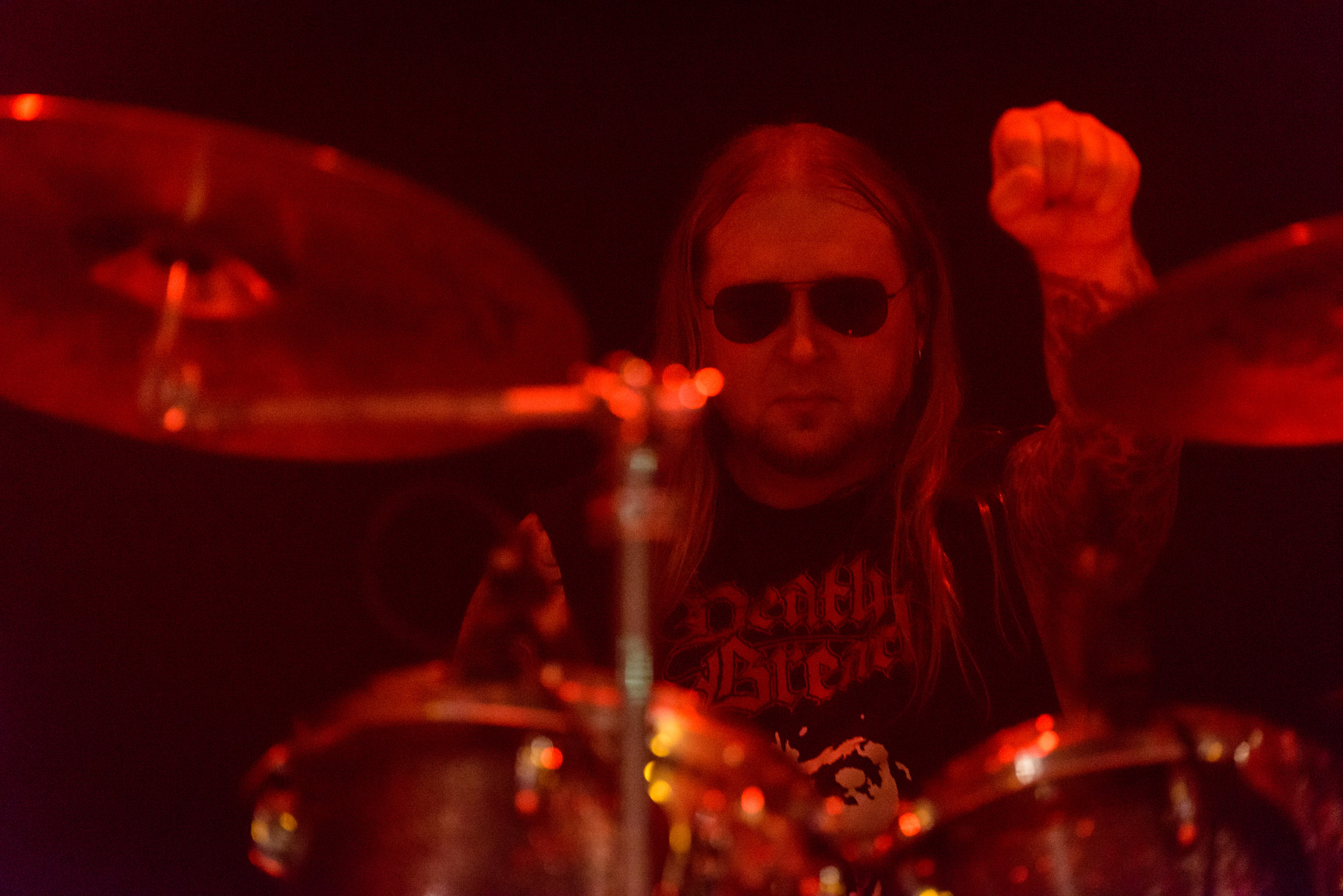
Tim „Vøgtsson“ Byron

## Diskografie
- 2012: Deathevokation (Album; FDA Records)
- 2012: Within the morbid Ossuary (Split-7" mit Revolting; Cyclone Empire)
- 2013: Manifested Darkness (Album; FDA Rekotz)
- 2014: Corpus Obscuria (Split-7" mit Grave Wax; Doomentia Records)
- 2014: Imperial Anthems No. 13 (Split-7" mit Puteraeon; Cyclone Empire)
- 2014: The Deathkult EP (Split-7" mit Feral; Joe Black Records)
- 2014: Revel in Flesh / The Dead Goats (Split-7" mit The Dead Goats; Selfmadegod Records)
- 2014: Death Kult Legions (Album; Cyclone Empire)
- 2015: The Ending in Fire (Split-7" mit Humiliation; Brutal Art Records)
- 2015: Eyeless ghoulish Horror (Split-7" mit Zombiefication; Doomentia Records)
- 2016: Dragged into the Obscure (Split-7" mit Wombbath; Unholy Prophecies)
- 2016: Emissary of all Plagues (Album; Cyclone Empire)
- 2017: Beyond the Gates ... Death awaits (Split-7" mit Under The Church; Pulverised Records)
- 2017: Live from the Crypts of Horror (Live-Album; Raw Skull Recordz)
- 2018: Relics of the Deathkult (Compilation; War Anthem Records)
- 2019: Delivering The Dead (Split-7" mit Temple Of Void; Unspeakable Axe Records)
- 2019: The Hour of the Avenger (Album; War Anthem Records)